# Hypotrachyna goiasii
Hypotrachyna goiasii är en lavart som beskrevs av Elix & T. H. Nash. Hypotrachyna goiasii ingår i släktet Hypotrachyna och familjen Parmeliaceae.   Inga underarter finns listade i Catalogue of Life.